# Сборная Таиланда по хоккею с шайбой

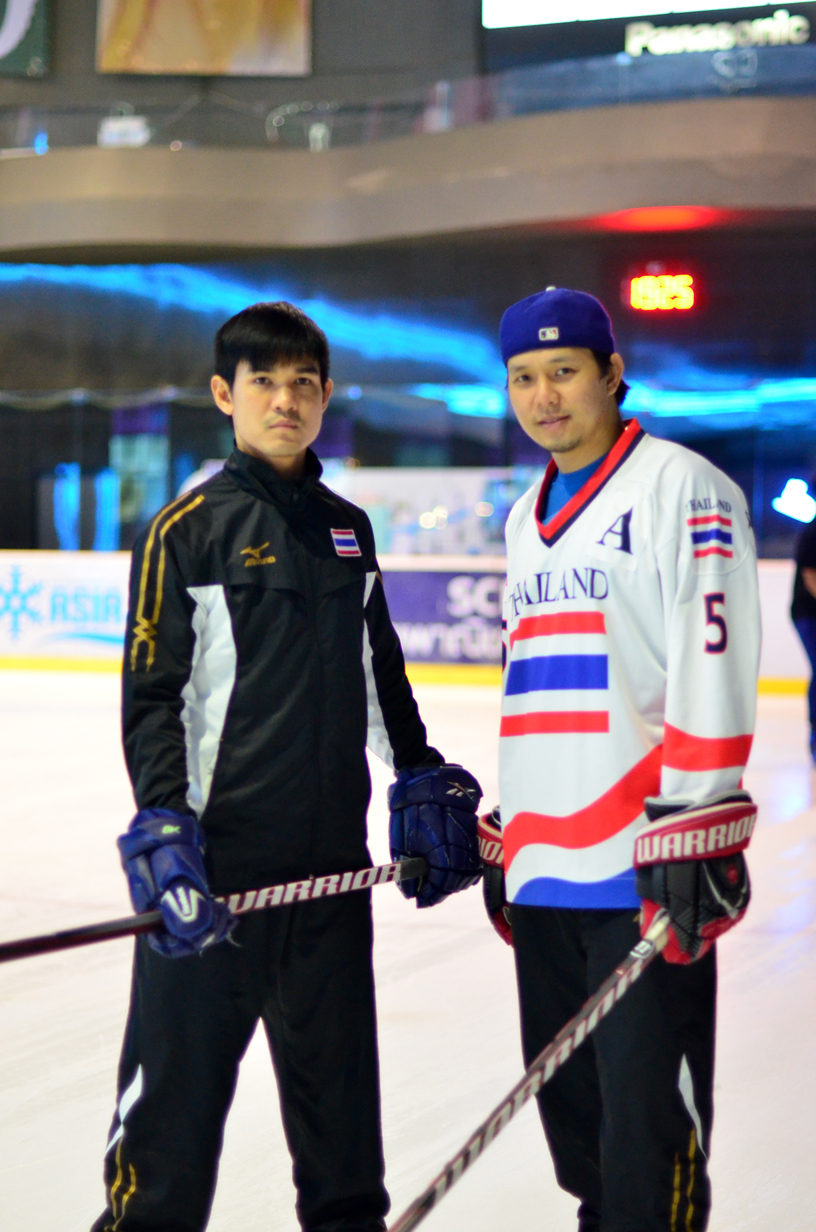
Игроки сборной Таиланда Теерасак Раттаначот и Тевин Чарцуван

Сборная Таиланда по хоккею с шайбой представляет Таиланд на международных соревнованиях по хоккею с шайбой. Хоккейная Ассоциация Таиланда — член ИИХФ с 1987.

## История
На хоккейном турнире в рамках VI зимних Азиатских игр 2007, сборная Таиланда выбыла в первом раунде, проиграв сборной Казахстана со счётом 1:52. Это крупнейшее поражение на турнирах, организованных ИИХФ. На 7-х зимних Азиатских играх сборная выступала в премьер-дивизионе, где одержала 5 побед, проиграв только команде Кыргызстана, что позволило ей занять второе место в рамках дивизиона.
Весной 2018 года сборная была заявлена в квалификационный турнир III дивизиона чемпионата мира, который состоялся весной 2019 года в ОАЭ. В дебютной игре тайские хоккеисты в упорной борьбе вырвали победу по буллитам у команды Боснии и Герцеговины. Основное время матча и овертайм завершились со счётом 4:4. Далее команда выступила совсем неплохо для дебютанта и заняла третье место. В результате реформирования третьего дивизиона Таиланд вышел в третий дивизион чемпионата мира в группу В.
К июню были сформированы отборочные и квалификационные группы за выход на XXIV Зимние Олимпийские игры. Однако вскоре последовали отказы от целого ряда сборных. По большому счёту, сборной Таиланда ничего не предвещало принять участие в этих соревнованиях, однако осенью они получили приглашение на турнир в предквалификацию (группа О), который проходил в КНР в начале ноября 2019 года. Тайские хоккеисты не смогли пробиться в квалификационную группу и финишировали вторыми, но сумели в решающем матче составить большую конкуренцию победителям — хоккеистам из Тайваня.